# Dioscorea schubertiae
Dioscorea schubertiae är en enhjärtbladig växtart som beskrevs av Franklin Ayala. Dioscorea schubertiae ingår i släktet Dioscorea och familjen Dioscoreaceae. Inga underarter finns listade i Catalogue of Life.